# Paul Halpern

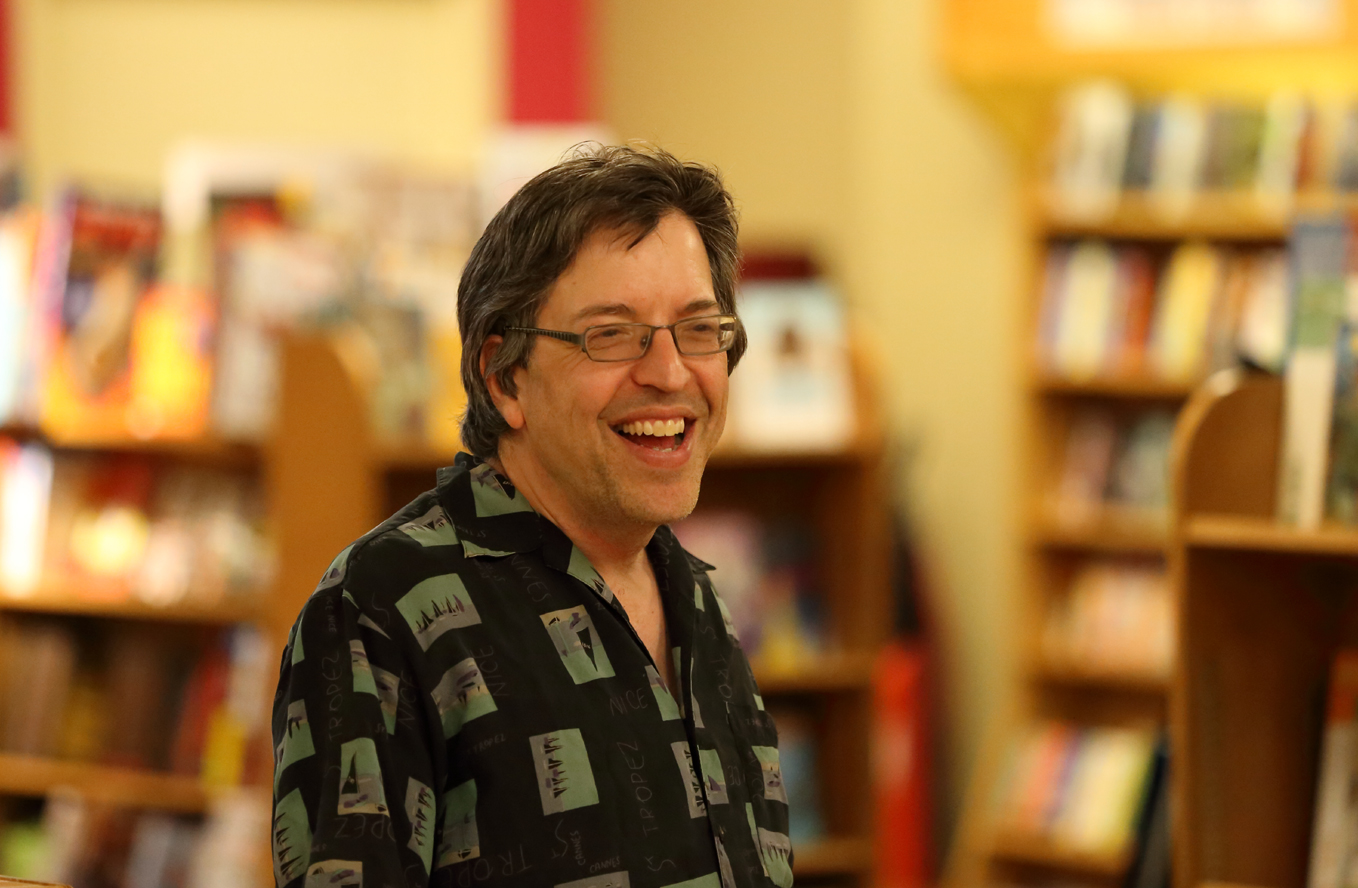
Paul Halpern

Paul Halpern är professor i matematik och fysik vid University of the Sciences i Philadelphia, samt författare av populärvetenskapliga böcker.